# En kammarjungfrus dagbok
En kammarjungfrus dagbok (franska: Le journal d'une femme de chambre, italienska: Il diario di una cameriera) är en film från 1964 i regi av Luis Buñuel. I den spelar Jeanne Moreau en kammarjungfru som använder sin charm för att bemästra sin situation, och avancera.

## Rollista
| Jeanne Moreau        | – Céléstine                    |
| Georges Géret        | – Joseph                       |
| Daniel Ivernel       | – Kapten Mauger                |
| Françoise Lugagne    | – Madame Monteil               |
| Marguerite Muni      | – Marianne                     |
| Jean Ozenne          | – Monsieur Rabour              |
| Michel Piccoli       | – Monsieur Monteil             |
| Marc Eyraud          | – Le secrétaire du commissaire |
| Gilberte Géniat      | – Rose                         |
| Bernard Musson       | – The sacristan                |
| Dominique Sauvage    | – Claire                       |
| Jean-Claude Carrière | – Prästen                      |
| Claude Jaeger        | – Domaren                      |

### Fotnoter
1. ↑  ”Diary of a Chambermaid”. IMDb. http://www.imdb.com/title/tt0058249/. Läst 19 juni 2011.